# Opération Bertram

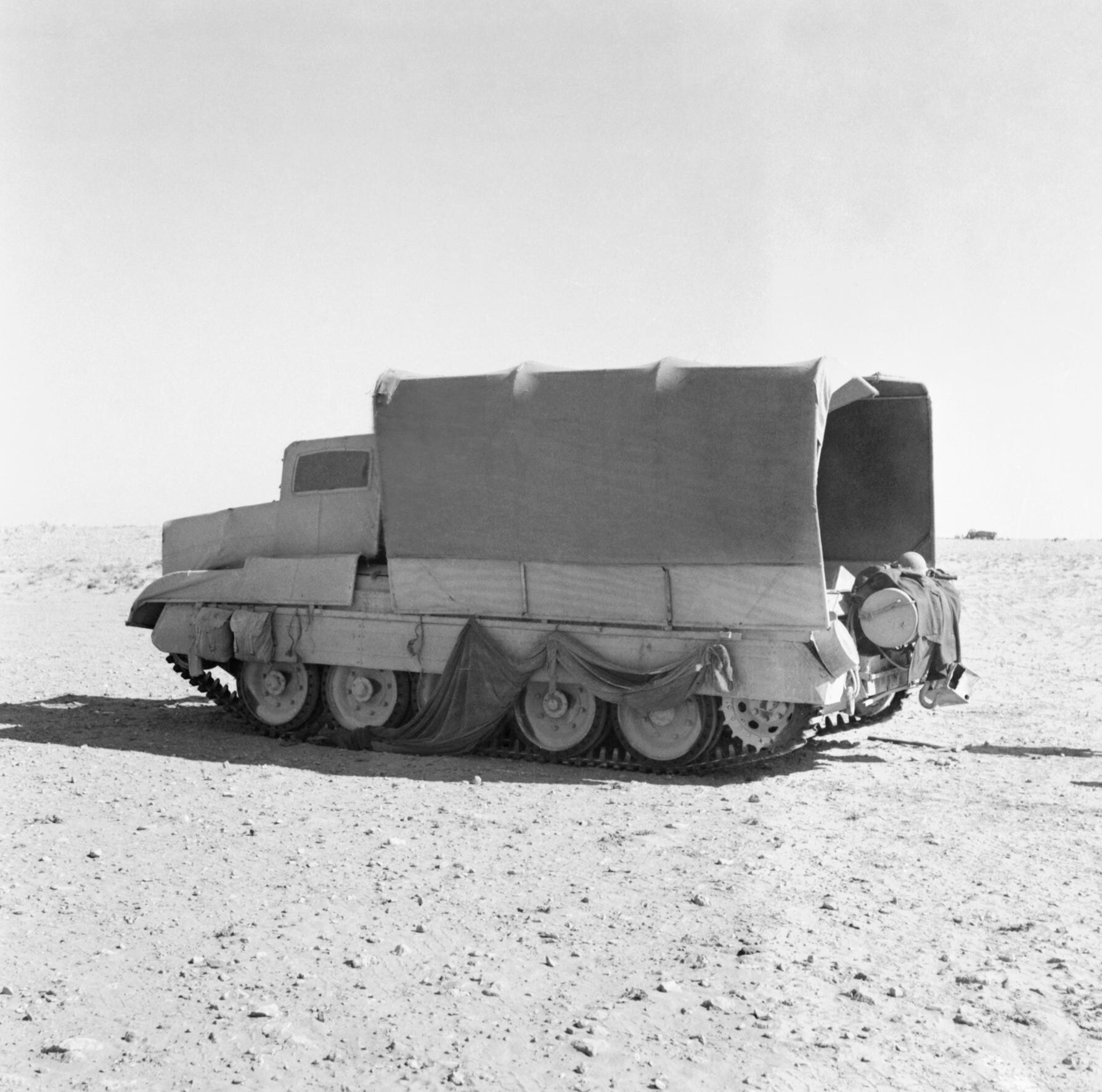
Un char Crusader déguisé en camion.

L'opération Bertram est une opération de diversion ayant accompagné la Seconde bataille d'El Alamein, opposant la VIIIe armée britannique du général Montgomery à l'Afrika Korps du maréchal Rommel en Égypte en novembre 1942.
Elle a consisté à simuler la préparation d'une attaque au sud du dispositif allemand en y installant des faux canons en bois et à supprimer celle de l'attaque au nord en maquillant les blindés en camions, tout en fabriquant autant de faux chars en bois que ceux qui avaient disparu.
Aucun document officiel ne fait part de son nom, mais un des artisans de cette manipulation serait un magicien professionnel, Jasper Maskelyne. Connu à l'époque comme fils et petit fils de magiciens et illusionnistes très célèbres au Royaume Uni, Maskelyne se revendique comme un grand artisan de cette opération.

### Sources